# Mitsubishi Airtrek (Китай)
Mitsubishi Airtrek (кит. 阿图柯; пиньинь: Ātúkē) — компактный электромобиль-кроссовер, выпускавшийся с 2021 по 2023 год компаниями GAC и Mitsubishi Motors.

## Описание

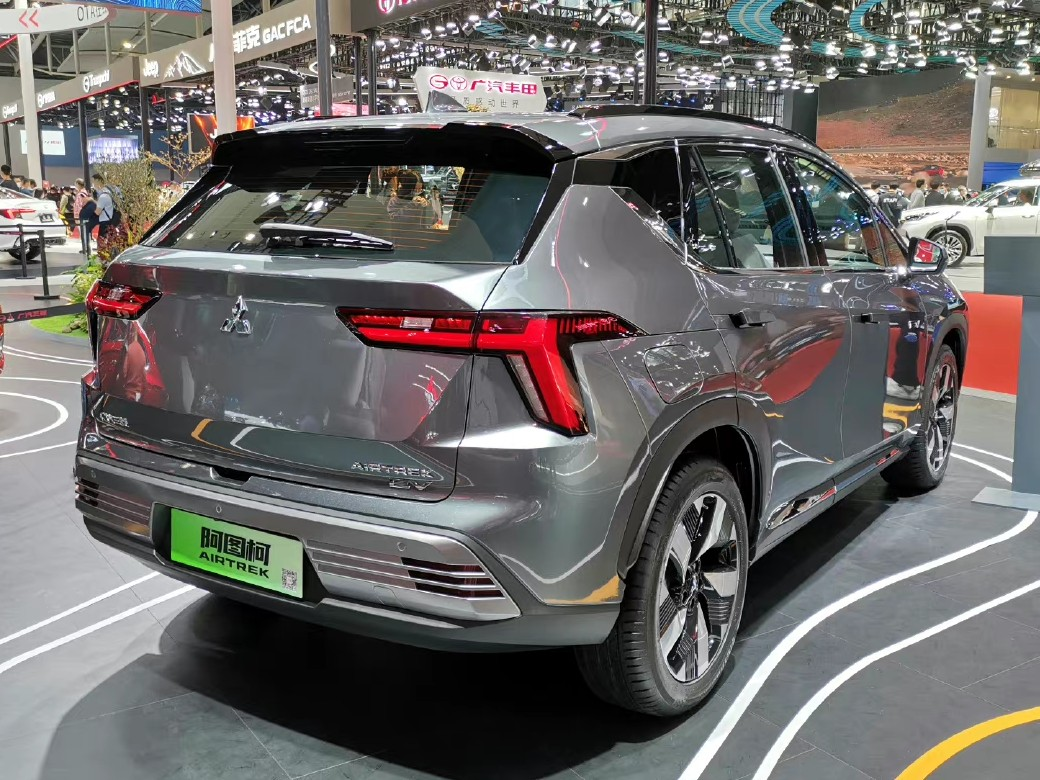
Вид сзади

Airtrek впервые был представлен в ноябре 2021 в Гуанчжоу. Он базировался на той же платформе, что и Aion V и оснащался автопилотом 2 уровня с девятью радарами.
Продажи автомобилей Mitsubishi Airtrek в Китае начались в 2022 году. В сентябре 2023 года автомобиль был снят с производства.

## Технические характеристики
Airtrek питается от литий-ионного аккумулятора ёмкостью 70 кВт⋅ч в паре с электродвигателем мощностью 135 кВт (184 л. с.). Запас хода составляет 520 км по циклу CLTC.